# Kruhlîk, Vilneansk
Kruhlîk (în ucraineană Круглик) este un sat în comuna Petro-Mîhailivka din raionul Vilneansk, regiunea Zaporijjea, Ucraina.

## Demografie
Componența lingvistică a localității Kruhlîk
     Ucraineană (87,5%)
     Rusă (12,5%)
Conform recensământului din 2001, majoritatea populației localității Kruhlîk era vorbitoare de ucraineană (87,5%), existând în minoritate și vorbitori de rusă (12,5%).